# Cicatricea (film din 1976)
Cicatricea (poloneză: Blizna) este un film polonez din 1976 regizat de Krzysztof Kieślowski. Rolurile principale au fost interpretate de actorii Franciszek Pieczka, Mariusz Dmochowski și Halina Winiarska.